# ムシチスワフ県

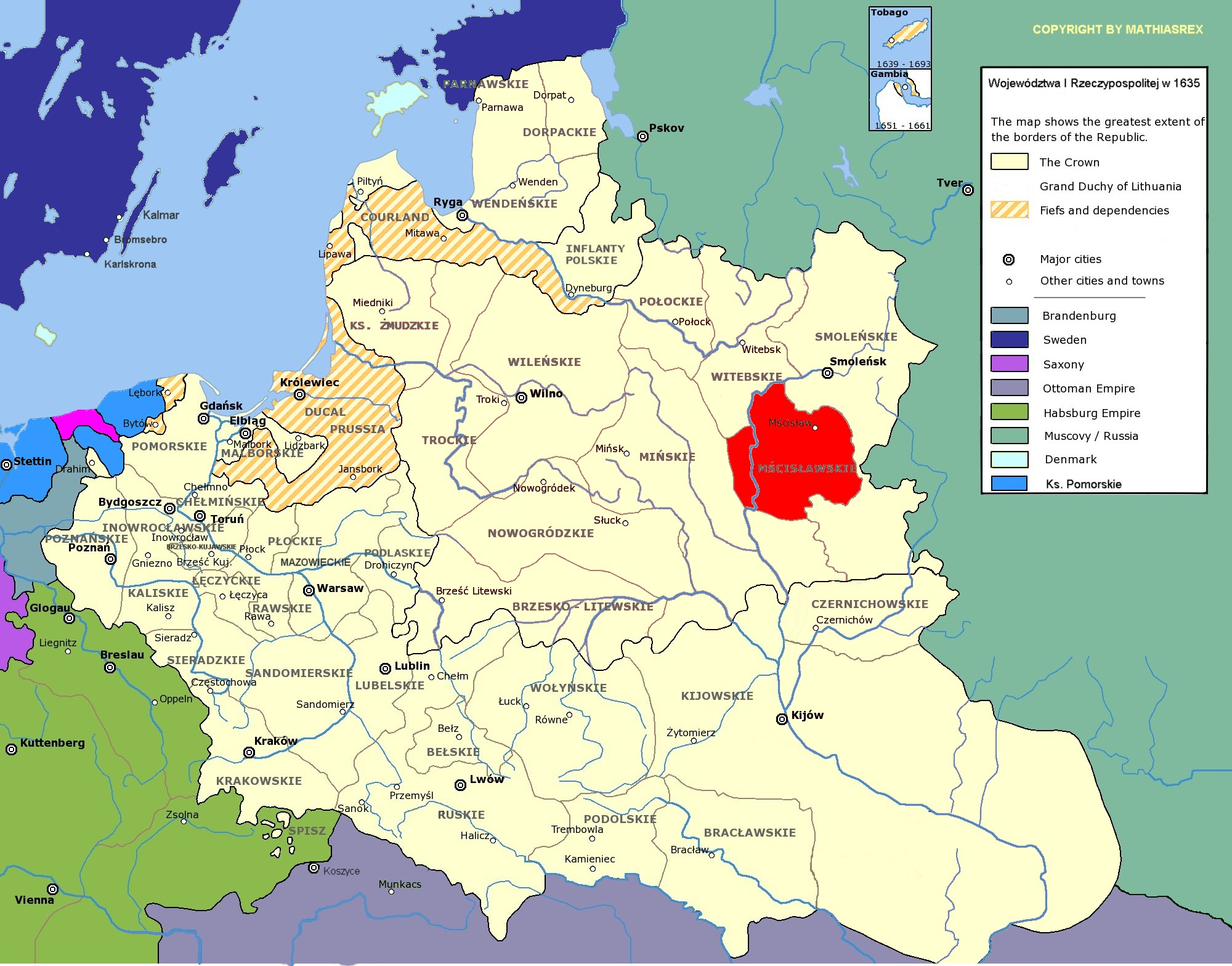
ポーランド・リトアニア共和国内のムシチスワフ県の位置

ムシチスワフ県 / ムスチスラヴァス県（ポーランド語: Województwo mścisławskie / リトアニア語: Mstislavlio vaivadija）はリトアニア大公国、のちにポーランド・リトアニア共和国の県（ヴォイヴズトヴォ）である。1566年に設置され、1772年に消滅した。行政中心地はムシチスワフ（現ベラルーシ・ムスツィスラウ）に置かれた。

## 歴史

### 前史
ムシチスワフ県域は、分領制時代にはリューリク朝のスモレンスク公国の支配領域であり、後に県都となるムシチスワフは1130年代にスモレンスク公ロスチスラフによって建設された。都市の名はロスチスラフの父ムスチスラフ（ムシチスワフのロシア語名）に因む。12世紀末には、同地にスモレンスク公国の分領公国であるムスチスラヴリ公国が成立した。
1358年、ムスチスラヴリ公国はゲディミナス朝のリトアニア大公国の支配下に置かれ、カリガイラ、レングヴェニス等ゲディミナス朝出身の公が統治した。
1527年に公国は廃されてスタロストヴォ(ru)となり、さらに1566年にリトアニア大公ジグムント2世によってムシチスワフ（ムスチスラヴァス）県が設置された。

### 成立から消滅まで

県章

軍旗

県設置3年後の1569年、ルブリン合同によりリトアニア大公国はポーランド王国と連合国家を形成し、ポーランド・リトアニア共和国となった。ムシチスワフ県は東でロシア国家（ロシア・ツァーリ国からロシア帝国と変遷）と接しており、ムシチスワフは要塞都市としての強化が推し進められた。行政面では、ムシチスワフ県内には郡（ポヴィャト）は設置されなかった。また、県からは各2名が国会（セイム）と裁判所(ru)に派遣された。なお、共和国内の元老院（セナト(ru)）においては、ムシチスワフ県知事の席次は低い扱いだった。県章には赤字に騎士（Vytís(ru)）を描いた意匠が用いられ、軍旗(ru)にはその外枠に黄色が用いられた。
ムシチスワフ県域は、リューリク朝系の公国の統治期には正教会が奉じられていた。しかしブレスト合同が宣言された後の1601年には、正教会の聖職者は全てこれに従い、17世紀初頭にはカトリックの小教区が設置された。ただし1634年に、ヴワディスワフ4世によって、モフィルフを中心地とする正教会の管区（エパルヒヤ(ru)）が設置されてもいる。
17世紀半ば、ムシチスワフ県は11万0152人の人口を有していた。しかし1654年にロシア・ポーランド戦争が勃発すると、県都ムシチスワフはロシア軍に占領され、大きな被害を受けた。避難しなかった1万5千人が殺害された。
1772年、第1次ポーランド分割によってムシチスワフ県全域が帝政ロシア領となり、ムシチスワフ県は消滅した。ただし、ポーランド・リトアニア大公国の消滅まで名目上の県知事は任命され、またムシチスワフ県出身の貴族層（シュラフタ）から議員が選出され続けた。帝政ロシアではムシチスワフ県域にモギリョフ県が設置され、かつての県都ムシチスワフはムスチスラヴリ郡(ru)の行政中心地となった。